# فيكتوري أومودياغبي
أغبوميري فيكتوري أومودياغبي (بالفرنسية: Agbomere Victory Omodiagbe)‏ المعروف باسم فيكتوري أومودياغبي (ولد في 30 أبريل 1995 في واري، نيجيريا) لاعب كرة قدم نيجيري يجيد اللعب في مركز المهاجم وبدرجة أقل الجناح الأيمن والأيسر. يلعب حاليا لصالح الاتحاد البحريني منذ 2023.